# Hathern
 (octobre 2023).
Hathern est une paroisse civile et un village du Leicestershire, en Angleterre.